# Богдановка (Павлоградский район)
Богда́новка (укр. Богданівка) — село,
Богдановский сельский совет,
Павлоградский район,
Днепропетровская область,
Украина.
Код КОАТУУ — 1223581301. Население по переписи 2015 года составляло 5016 человек.
Является административным центром Богдановского сельского совета, в который, кроме того, входят сёла
Мерцаловка,
Самарское и
Шахтёрское.

## Географическое положение
Село Богдановка находится на левом берегу реки Большая Терновка, которая через 3 км впадает в реку Самара, выше по течению на расстоянии в 4 км расположено село Новая Дача, на противоположном берегу — город Терновка.
К селу примыкает лесной массив (сосна).

## История
Село Богдановка основано в 1777 году. Первыми поселенцами были выходцы из Курской и Орловской губерний.
В марте 1923 года созывается сессия райисполкома сел Богдановка, Терновка, Богуслав, Коховка. На этой сессии был избран исполнительный районный комитет с центром в селе Богдановка. Богдановский район просуществовал с 1923 года по 1925 год. Потом его объединили с Павлоградским районом.
В конце 20-х годов XX века земли Надднепрянской Украины охватила коллективизация, которая сопровождалась хлебозаготовками, раскулачиванием, а в действительности представляла собой насильственное изъятие у крестьян хлеба, что стало предвестником  голода на Украине в 1932 - 1933 годах.
В апреле 1930 года на территории Павлоградского и Петропавловского районов Днепропетровщины произошло вооруженное восстание украинского крестьянства против Советской власти.
Центрами восстания стали сёла Богдановка и Терновка близ города Павлограда, а борьба крестьян получила название «Павлоградское восстание».
Прибыв в село Богдановка, повстанцы ударили в церковные колокола, призывая местное население идти на Павлоград, где по договоренности одного из лидеров восстания их должны были поддержать сотрудники районного отдела милиции. Вооруженные крестьяне взяли под контроль мост между селами Богдановка и Терновка и оборвали телефонную линию, чтобы сделать невозможным контакт местных советских руководителей с районной и областной властью.
Вечером 5 апреля в село Богдановка прибыл отряд милиции, с которым повстанцы вступили в неравный бой. Бои длились на протяжении 5-6 апреля и завершились поражением крестьянского восстания.
После подавления восстания за участие в нем к ответственности было привлечено 210 человек.
27 повстанцев были казнены.

## Богдановская община
- Община создана: 25.10.2015.
- Админ. центр: Богдановка
- Население общины: 8115 чел.
- В составе: Богдановка, Новая Дача, Новая Русь
- Код ЕДРПОУ: 04338865
- КОАТУУ: 1223581301
- Адрес администрации: Днепропетровская обл., Павлоградский р-н, с. Богдановка, ул. Октябрьская, д. 35-а
- Почтовый индекс: 51464

## Экономика
- Шахта «Самарская».
- ООО «Экоэнергоресурс».
- «Им. Хмельницкого», сельскохозяйственное ООО.

## Объекты социальной сферы
- Школа I-III ст.
- Школа I-II ст.
- Музыкальная школа.
- Детский сад.
- Дом культуры.
- Библиотека
- Амбулатория.

## Достопримечательности
- Братская могила советских воинов.
- Памятник Богдану Хмельницкому(один во всем районе)